# Iabohazo
Iabohazo is een plaats en commune in het zuiden van Madagaskar, behorend tot het district Farafangana, dat gelegen is in de regio Atsimo-Atsinanana. Tijdens een volkstelling in 2001 telde de plaats 8.400 inwoners.
De plaats biedt enkel lager onderwijs aan. 99 % van de bevolking werkt als landbouwer en 0,9 % houdt zich bezig met veeteelt. De belangrijkste landbouwproducten zijn rijst en koffie; andere belangrijke producten zijn maniok en peper. Verder is 0,1 % actief in de dienstensector.